# パク・ソジュン
パク・ソジュン（朝: 박 서준、朴敘俊、1988年12月16日 - ）は、韓国の俳優。ソウル特別市出身。身長185cm、体重69kg。Awesome ENT所属。ソウル芸術大学校演技科卒業。

## 来歴
本名はパク・ヨンギュ（朴容圭、박용규）。家族構成は父・母・弟2人。
中学生までは野球選手が夢だったが高校1年生の頃から俳優を夢見るようになり、ソウル芸術大学演技科へ進学。在学中に軍務を終え（2010年5月に除隊）キム・スヒョンのマネージャーとの縁からキーイーストと契約、同事務所の「新人1号アーティスト」となる。会社との契約後、1年間は自分の期待と違い本当に大変な時期だったと告白。
2011年、パン・ヨングク（B.A.P）のミュージック・ビデオ「I Remember」に出演しデビュー。

2012年、KBSドラマ『ドリームハイ2』で本格的な演技活動を始める。

2014年、『魔女の恋愛』でヒロインに一途に思いを寄せる年下男子ドンハを演じブレイク。以降、主演するラブコメドラマがヒットし続け“ラブコメの神”と呼ばれるようになる。韓国ではその親しみやすさから“国民の男友達（ナムサチン）”とも呼ばれている。

2015年4月18日、日本で「パク・ソジュン ファーストファンミーティング2015」を開催。
2015年12月13日、「2015 PARK SEO JUN 1st Fan Meeting『最初の出会い』」を開催。

2016年4月26日、ファンミーティング「Park Seo Jun 2016 Fan Meeting in Japan ～with JUNNER～」を東京で開催。
2016年12月17日、単独ファンミーティング『2016 BIRTHDAY PARTY with PARK SEO JUN』を梨花(イファ) 女子大学校大講堂で開催。

2017年3月14日、日本で2度目の単独ファンミーティングを開催。
2017年7月、キーイーストのマネジメント子会社Content Yに移籍。
2017年9月-12月、香港ファンミーティングを皮切りに日本、台湾、シンガポール、タイ、ソウルファンミーティングを開催。
2018年7月、Awesome ENTと専属契約を締結。

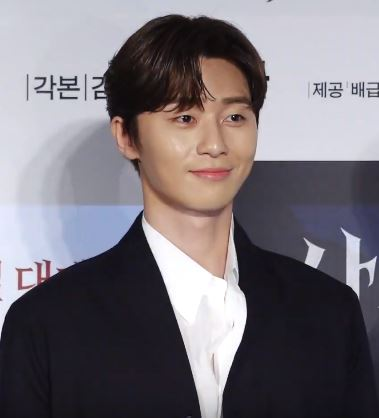
2019年

2019年7月、Youtubeチャンネルを開設。
2020年、『梨泰院クラス』では、ラブコメのイメージから一新、絶望の淵に立たされながらも仲間たちと奮闘し正義感と意思を貫く主人公のパク・セロイを演じる。この作品はNetflixオリジナル作品として世界配信されたことから日本でもブームとなる。

2021年5月15日、10周年記念オンラインファンミーティング「パク・ソジュン, Comma」を開催。
2021年5月18日、映画振興委員会で展開する「KOREAN ACTORS 200」に選定された。
2024年8月、STARBASEと日本国内のエージェント業務委託契約を締結。

## 人物
芸能界に友人が多く、趣味はパソコンゲーム、野球（現在、プレーボーイズ（韓国芸能人野球チーム）に所属）。
2021年9月27日、トッテナム・ホットスパーFCの試合を見に来ていた事が判明
特技は掃除。

## 出演作品

### 映画
- パーフェクトゲーム（朝鮮語版）（2011年） - チルグ 役[19]
- 悪のクロニクル（朝鮮語版）（2015年） - チャ・ドンジュ 役[20]
- ビューティー・インサイド（2015年） - キム・ウジン 役[21]
- リアル（朝鮮語版）（2017年） ※カメオ出演[22]
- ミッドナイト・ランナー（2017年） - パク・ギジュン 役[23]
- Be With You ～いま、会いにゆきます（2018年） ※カメオ出演[24]
- パラサイト 半地下の家族（2019年） - ミニョク 役 ※カメオ出演[25]
- ディヴァイン・フューリー/使者（2019年） - パク・ヨンフ 役[26]
- ドリーム 〜狙え、人生逆転ゴール!〜（2023年）- ユン・ホンデ 役[27]
- コンクリート・ユートピア（朝鮮語版）（2023年） - ミンソン 役[28]
- マーベルズ（2023年）- ヤン王子 役[29]

### ドラマ
- ドリームハイ2（2012年、KBS 2TV） - シウ 役
- ファミリー（2012年 - 2013年、KBS 2TV） - チャ・ソジュン 役
- 金よ出て来い✩コンコン（2013年、MBC） - パク・ヒョンテ 役
- 眠れる森の魔女（2013年、MBC） - キム・ヒムチャン 役
- 温かい一言（2013年 - 2014年、SBS） - ソン・ミンス 役
- 魔女の恋愛（2014年、tvN） - ユン・ドンハ 役
- ママ〜最後の贈りもの〜（2014年、MBC） ※最終話のみ
- キルミーヒールミー（2015年、MBC） - オ・リオン 役
- 彼女はキレイだった（2015年、MBC） - チ・ソンジュン 役
- 花郎（2016年 - 2017年、KBS 2TV） - ムミョン 役
- サム、マイウェイ〜恋の一発逆転!〜（2017年、KBS 2TV） - コ・ドンマン 役
- キム秘書はいったい、なぜ?（2018年、tvN） - イ・ヨンジュン 役
- 梨泰院クラス（2020年、JTBC） - パク・セロイ 役
- 青春の記録（2020年、tvN） - ソン・ミンス役 ※カメオ出演
- 京城クリーチャー　シーズン1（2023年）- チャン・テサン 役
- 京城クリーチャー　シーズン2（2024年）- チャン・テサン 役
- ギョンドを待ちながら（2025年）- イ・ギョンド 役

### 音楽番組
- ミュージックバンク（2013年10月25日 - 2015年4月24日、KBS 2TV） - MC ※ユン・ボラ（SISTAR）と共同MC

### バラエティ
- ユ・ヒヨルのスケッチブック（2016年、KBS 2TV） - ゲスト出演
- ハッピーサンデー－1泊2日（2016年、KBS 2TV） - ゲスト出演
- ランニングマン（2017年、SBS） - ゲスト出演
- ユン食堂シーズン2（2018年、tvN） - アルバイト
- 三食ごはん 山村編（2019年、tvN） - ゲスト
- Peakboyのゲームセンター（2020年、NAVER NOW.） - ゲスト出演
- ユンステイ（2021年、tvN） - 課長
- ニュースルーム（2021年、JTBC）
- IN THE SOOP 友情旅行（2022年、JTBC）
- 青春MT～Re：メンバーアゲイン～（2022年、TVINGオリジナル）
- ソジンの家 （2023年、tvN）
- ソジンの家2（2024年、tvN）
- アナザースカイ（2024年）
- さんまのまんまSP（2025年）

## 受賞歴
- 2013年
  - 第6回コリア・ドラマ・アワーズ：男性新人賞（金よ出てこい✩コンコン）
- 2014年
  - SBS演技大賞：ニュースター賞（温かい一言）
- 第12回ヘラルド東亜ライフスタイルアワード：ベストスタイル賞
- 2015年
- ファッショニスタ・アワーズ：TVファッション部門（彼女はキレイだった）
  - MBC演技大賞：ミニシリーズ部門 男性優秀演技賞、10大スター賞、男性ネチズン人気賞（キルミーヒールミー／彼女はキレイだった）
  - MBC演技大賞：ベストカップル賞（キルミーヒールミー）
  - 第36回青龍映画賞：人気スター賞（悪のクロニクル）
- 2017年
  - 第54回大鐘賞：新人男優賞（ミッドナイト・ランナー）
  - 第37回韓国映画評論家協会賞：新人男優賞（ミッドナイト・ランナー）
  - 第6回韓国映画俳優協会 スターの夜授賞式：韓国映画人気スター賞（ミッドナイト・ランナー）
  - 第2回アジア・アーティスト・アワーズ：俳優部門 ベストスター賞、ファビュラス賞（サム、マイウェイ）
  - KBS演技大賞：ミニシリーズ部門 男性優秀演技賞、ネチズン賞、ベストカップル賞（サム、マイウェイ）
- 2018年
  - 第9回今年の映画賞：新人男優賞（ミッドナイト・ランナー）
  - 第13回ソウル・ドラマ・アワーズ：韓流ドラマ男性演技者賞（サム、マイウェイ）
  - 第6回アジア太平洋スターアワーズ：中編ドラマ部門 男性最優秀演技賞（キム秘書はいったい、なぜ?）
  - コスモ・ビューティー・アワーズ：今年の輝く美しい偶像賞
  - 第8回韓国観光の星授賞式：観光貢献者分野 功労者部門
- 2019年
  - 第13回アジア・フィルム・アワード：AFAライジングスター賞（キム秘書はいったい、なぜ?）

## アルバム
| 年度 | アルバム                                     |
| ---- | -------------------------------------------- |
| 2012 | ドリームハイ2 OST 〈New Dreaming〉 (with JB) |
| 2014 | 魔女の恋愛 OST 〈내 맘에 들어와〉            |
| 2015 | キルミーヒールミー OST 〈너를 보낸다〉       |
| 2015 | 彼女はキレイだった OST 〈먼 길〉             |
| 2017 | 花郎 OST 〈서로의 눈물이 되어〉              |

## MV
| 年度   | ミュージックビデオ            |
| ------ | ----------------------------- |
| 2011年 | パン・ヨングク 『I Remember』 |
| 2014年 | 더원(the One) 『하나둘셋넷』  |
| 2017年 | キム・ジス 『Dream All Day』  |
| 2021年 | Peakboy『同胞ヘア』           |
| 2024年 | JEON SOMI 『Ice Cream』       |

## MC、審査員
- 2013年-2015年ミュージックバンク 30代目MC
- 2014年 SBS演技大賞
- 2019年 「第17回アシアナ国際短編映画祭」の特別審査委員
- 2020年 2020 Mnet Asian Music Awards（MAMA）　プレゼンター

## 広告モデル
- Olleh KT（2013年）
- 地球への愛公益広告（2013年）
- UNIONBAY（2014年）
- レドクソン（2014年）
- EVISU（2014年 - 2015年）
- BASSO（2015年 - 2016年）
- NorthCape（2015年 - 2016年）
- THE OOZOO（2015年 - 2017年）[31]
- SPERRY（2016年）[32]
- ILDON FOODIES「GREEKヨーグルト」「＆UP CAFE 300」（2016年）
- ESQUIRE（2016年）[33]
- ロッテ七星飲料「チルソンサイダー」「kloud」（2017年 - 現在）[34]
- ZIOZIA（2017年 - 現在）[35]
- LF「JILLSTUART SPORT」（2017年 - 2020年）[36]
- LANEIGE HOMME（2018年）[37]
- ハイト眞露「Max」「チャミスル」（2018年）[38][39]
- Gong cha Korea（2018年）[40]
- ウンジンレンタル（2018年）[41]
- KT 5G（2018年）
- ドミノ・ピザ（2018年 - 2020年）[42][43]
- 新世界免税店（2018年）[44]
- CELLRETURN（2019年 - 2020年）
- ソウル牛乳（2019年）
- TIR TIR（2019年 - 2020年）[45]
- bibigo（2020年 - 現在）
- K2（2020年 - 現在）[46]
- ESSA（2020年 - 現在）[47]
- HK inno.N（2021年 - 現在）

## ボランティア、寄付活動など
- 2014年、大韓社会福祉会と写真家チョ・セヒョンが参加する、国内養子縁組活性化と養子縁組文化キャンペーンのためのプロジェクトである愛の写真展「天使たちの手紙 12th－Heart Beat」のモデルとして参加した。[48]
- 2014年、 善良な図書館建設広報大使（視覚障害児童のための図書館建設プロジェクト）
- 2016年、 セウォル号沈没事故が2周忌を迎えた日、早朝、自身の負傷のニュースに関して「思ったより多くの方々に心配をかけたようで恥ずかしいし、申し訳ない気持ちが先立つ」とし「よくない話を伝えて申し訳ないし、心配してくれた方々に感謝する」と書き込んだ。特に彼は「何より今日はセウォル号沈没事故の2周忌だ」とし「その日の衝撃と悲しみをもう一度覚え、記憶しなければならないと思う」とセウォル号沈没事故の2周忌を追悼した。[49]
- 2016年、韓国最大のメディアアート「Van Gogh Inside :光と音楽のフェスティバル」の済州島ツアーの展示広報大使に抜擢[50]
- 2017年、香港で開かれた米エイズ研究財団(以下amfAR) パーティーに出席
- 2017年、WWF（World Wide Fund for Nature、世界自然保護基金）の広報大使に任命
- 2019年、江原道・高城（コソン）近くで発生した山火事被害の復興のため、本名であるパク・ヨンギュ名義で、希望ブリッジ全国災害救援協会を通じ1億ウォンを寄付した。[51]
- 2020年、新型コロナウイルス感染症に苦しんでいる大邱（テグ）市民のために、1億ウォンを寄付した。[52]
- 2020年、JTBC「オンキャンペーン」にナレーターとして参加し、新型コロナウイルス拡散防止のメッセージを発信した。
- 2020年、豪雨によって被害を受けた人々のために「2020 水害被災緊急救援キャンペーン」を通してに1億ウォンを寄付した。
- 2020年、パク・ソジュンのファンが、パク・ソジュンのデビュー9周年を記念し、目と耳が不自由な人々のためのミルアル福祉財団へ約31万円を寄付。[53]
- 2020年、WWF（World Wide Fund for Nature、世界自然保護基金）の広報大使として、持続可能なファッションの拡大に向けた「リテキスタイル（Re:Textile）」キャンペーンのナレーターとして参加。

## 日本語吹き替え
大半の作品で櫻井孝宏が担当している。